# Guoptje
Guoptje är en sjö i Sorsele kommun i Lappland och ingår i Umeälvens huvudavrinningsområde. Sjön har en area på 0,248 kvadratkilometer och ligger 865,1 meter över havet. Guoptje ligger i Vindelfjällen Natura 2000-område.

## Delavrinningsområde
Guoptje ingår i det delavrinningsområde (733703-150356) som SMHI kallar för Ovan 733712-149896. Medelhöjden är 984 meter över havet och ytan är 14,54 kvadratkilometer. Det finns inga avrinningsområden uppströms utan avrinningsområdet är högsta punkten. Vattendraget som avvattnar avrinningsområdet har biflödesordning 4, vilket innebär att vattnet flödar genom totalt 4 vattendrag innan det når havet efter 454 kilometer. Avrinningsområdet består mestadels av kalfjäll (94 procent). Avrinningsområdet har 0,8 kvadratkilometer vattenytor vilket ger det en sjöprocent på 5,5 procent.